# Eleccions municipals de 2019 a l'Albiol
Les eleccions municipals de 2019 a l'Albiol van ser unes eleccions locals que es van celebrar el diumenge 26 de maig de 2019 a l'Albiol, com a part de les eleccions municipals espanyoles, per a elegir els 7 regidors de l'Ajuntament de l'Albiol.
El partit ERC-MES-AM va guanyar les eleccions, però no va assolir majoria absoluta, i va pactar una rotació d'alcaldia amb el PSC-CP.

## Sistema electoral
Les eleccions als ajuntaments de l'Estat espanyol estan fixades per celebrar-se el quart diumenge de maig cada quatre anys. El sistema electoral fa servir la regla D'Hondt amb representació proporcional, llistes tancades i una barrera electoral del 5% dels vots vàlids, que inclou els vots en blanc. La votació per a l'assemblea local es basa en el sufragi universal.
En les eleccions municipals, la circumscripció electoral és en l'àmbit municipal i el nombre d'escons (o sigui, regidors) a triar del municipi es determina en funció del nombre d'habitants censats en aquest municipi. En el cas de l'Albiol, en tenir 359 persones censades, l'hi correspon 7 regidors.

## Candidatures
El 30 d'abril del mateix any, la Junta Electoral de Zona de Valls van proclamar-se les 4 candidatures per l'Albiol en el Butlletí Oficial de la Província de Tarragona.
1. Esquerra Republicana de Catalunya-Moviment d'Esquerres-Acord Municipal (ERC-MES-AM)
2. Units per l'Albiol (UxA-JUNTS)
3. Sumem per l'Albiol-Candidatura de Progrés (CP)
4. Podemos-Podem (PODEMOS)

## Jornada electoral

### Constitució de les meses
En aquell moment, l'Albiol tenia una població de 464 habitants, dels quals 359 persones van ser cridades a votar a una de les urnes de les 1 meses que es van constituir al municipi.

### Participació
La participació en aquestes eleccions va ser de 78,3%, el qual cosa implica que un total de 281 ciutadans del municipi van decidir exercir el seu dret a vot. Comparant aquesta participació amb la mitjana catalana, l'Albiol ha registrat una xifra molt més alta, situant-se en 13,5 punts percentuals per sobre.
A continuació, es presenta una taula amb els percentatges de participació registrats a diferents hores del dia de les eleccions:
| Hores              | l'Albiol      |
| ------------------ | ------------- |
| Participació (14h) | 46,5% ( 3,2%) |
| Participació (18h) | 61,6% ( 1,0%) |
| Participació (20h) | 78,3% ( 1,3%) |

## Resultats
Com també va passar a les últimes eleccions, cap partit assolí majoria absoluta.
Els republicans i els socialistes van pactar una rotació de l'alcaldia. El socialista Mario Cortés va ocupar el primer any de la legislatura mentre que el guanyador Andreu Carrasco Sardà els altres tres.